# Guillon
Abreviación científica del botánico Pierre Anatole Guillon (1819-1908)
Guillon es una localidad y comuna francesa situada en la región de Borgoña, departamento de Yonne, en el distrito de Avallon y cantón de Guillon.

## Demografía
| 767 | 701 | 806 | 787 | 795 | 849 | 818 | 818 | 809 | 809 | 780 | 828 | 853 | 870 | 867 | 877 | 841 | 828 | 775 | 745 | 641 | 614 | 591 | 623 | 575 | 525 | 498 | 497 | 446 | 438 | 439 | 454 | 457 |
| Para los censos de 1962 a 1999 la población legal corresponde a la población sin duplicidades (Fuente: INSEE [Consultar]) |     |     |     |     |     |     |     |     |     |     |     |     |     |     |     |     |     |     |     |     |     |     |     |     |     |     |     |     |     |     |     |     |

Gráfico de la evolución de la población de la comuna desde 1793